# Teoria Wegenera

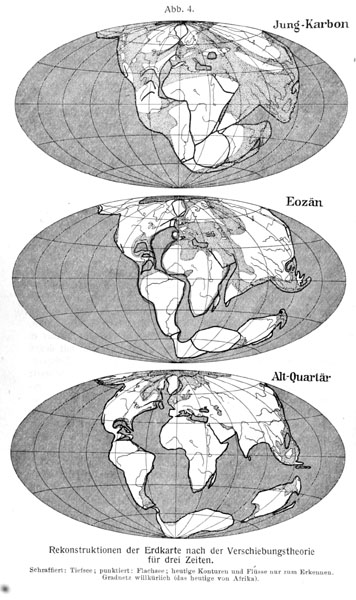
Diagram, na którym Wegener przedstawił teorię wędrówki kontynentów

Teoria Wegenera – pierwsza teoria zakładająca wędrówkę kontynentów, sformułowana w 1929 przez niemieckiego meteorologa i geofizyka Alfreda Wegenera.

## Rozwój teorii
Przeglądając księgozbiór biblioteki uniwersyteckiej w Marburgu, gdzie wykładał w 1911 roku, Wegener zwrócił uwagę na pewne zbieżności w występowaniu skamieniałości w warstwach geologicznych współcześnie rozdzielonych przez oceany. Zwrócił też uwagę na podobieństwo kształtów kontynentów po obu stronach Atlantyku.

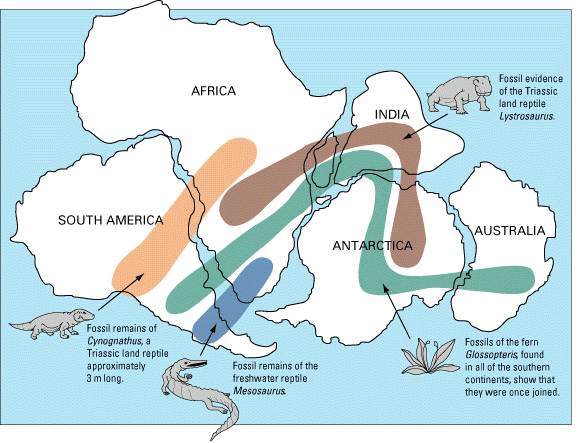
Zbieżność w rozkładzie skamieniałości na kontynentach powstałych z Gondwany

Ówczesne teorie próbowały wyjaśniać to zjawisko tworzeniem się i zanikaniem pomostów lądowych.
Wegener wysunął hipotezę, według której obecne kontynenty powstały około 200 milionów lat temu w wyniku rozpadu jednego superkontynentu. W 1912 r. przedstawił publicznie swoją teorię głoszącą, że kontynenty przesuwają się, a ich kolizje powodują wypiętrzanie łańcuchów górskich.
Dowody topograficzne, geologiczne i paleontologiczne zebrał pracy z 1915 roku O pochodzeniu kontynentów i oceanów (Die Entstehung der Kontinente und Ozeane) przedstawił teorię, że kiedyś wszystkie lądy połączone były w jeden ląd, który nazwał Pangeą, czyli „Wszechziemią”.
W karbonie kontynent ten zaczął się rozpadać, a powstałe mniejsze kontynenty zaczęły się od siebie odsuwać. Wegener sądził, że materiał, w którym zanurzone są kry kontynentalne, jest cięższy od skał powierzchniowych, a kontynenty unoszą się na nim i przemieszczają się po jego powierzchni pod wpływem ruchu obrotowego Ziemi, a także oddziaływania Księżyca i Słońca.
W latach 20. pojawiły się kolejne uzupełnione wersje jego dzieła. Jedynie w Stanach Zjednoczonych, gdzie została ona wrogo przyjęta przez środowiska naukowe, nie pojawiły się kolejne wznowienia. Wielu współczesnych Wegenerowi geologów nie zgadzało się z jego teorią, próbując nawet ją ośmieszyć. Szczególnie wskazywano, że nie proponowała mechanizmu wyjaśniającego ruch kontynentów.
W połowie XX wieku, kiedy odkryto zjawisko spreadingu dna oceanicznego, przywołano zapomnianą teorię Wegenera. Dalsze odkrycia przyczyniły się do rozwinięcia obecnie uznawanej teorii tektoniki płyt.